# Michael Siegel
Pour les articles homonymes, voir Siegel.
Michael Siegel (né le 14 septembre 1882 à Arnstein ; mort le 15 mars 1979 à Lima, au Pérou) est un notable juif qui fut humilié publiquement par les Allemands en 1933. À la suite des persécutions subies, il s'exila au Pérou en 1940. 

## Photographies à Munich

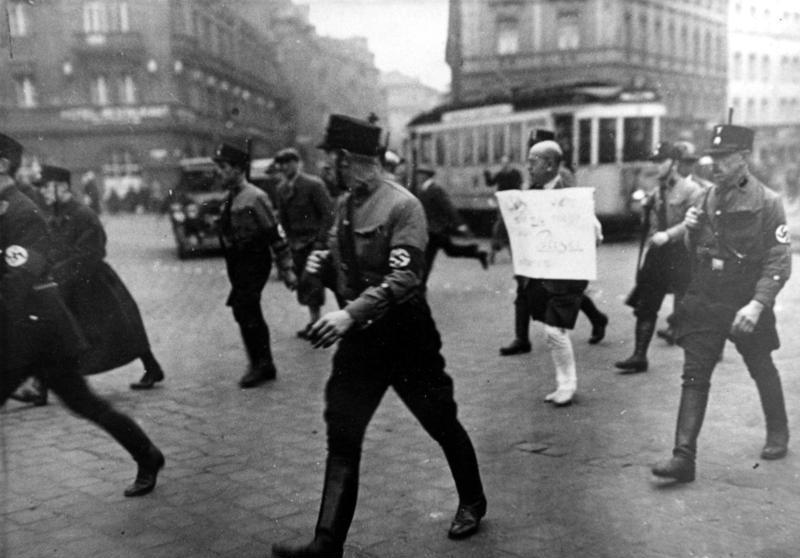
Autre photographie montrant le Dr Michael Siegel dans les rues de Munich.

Il fut promené dans les rues de Munich le 10 mars 1933, portant un écriteau portant l'inscription « Ich werde mich nie mehr bei der Polizei beschweren », ce qui signifie « Je ne me plaindrai plus jamais à la police. »